# Lawrence Guterman
Lawrence "Larry" Guterman est un réalisateur, producteur, monteur et scénariste canadien.

## Biographie
Lawrence Guterman étudie à Harvard et à l'université de Californie du Sud, où il est respectivement diplômé en physique et où il reçoit une maîtrise de cinéma en 1996.

## Filmographie

### Réalisation
- 1990 : Headless!
- 1996 : Goosebumps: Escape from Horrorland
- 1998 : Fourmiz (séquences additionnelles)
- 2001 : Comme chiens et chats
- 2005 : Le Fils du Mask
- 2007–2008 : Jimmy délire
- 2012 : Back in Time

### Production exécutive
- 2015 : Remember

### Montage
- 1994 : Girth of a Nation

### Scénario
- 1993 : Les Contes de la crypte